# Tom és Jerry – Macska a Marson
A Tom és Jerry – Macska a Marson (eredeti cím: Tom and Jerry: Blast Off to Mars) 2005-ben megjelent amerikai 2D-s számítógémes animációs film, amely Tom és Jerry című videofilmsorozat második része. Az animációs játékfilm rendezője és írója Bill Kopp, producere Tom Minton, zeneszerzői Julie és Steven Bernstein. A videofilm a Turner Entertainment, a Warner Bros. és a Toon City gyártásában készült, a Warner Home Video forgalmazásában jelent meg. Műfaja sci-fi filmvígjáték.
Amerikában 2005. január 18-án, Magyarországon 2005. május 10-én adtak ki DVD-n és VHS-en.

## Történet
Miután a megszokott üldözést követően egy űrhajóba kerülnek, Tom és Jerry akarva-akaratlanul is oda merészkedik, ahol sem macska, sem egér nem járt még azelőtt: a Marsra! A marslakók éppen a Föld meghódítására készülnek, és nem repesnek az örömtől, mikor a civakodó páros felveri a bolygó vörös porát. Tomra egyébként is rájár a rúd: míg őt a marslakók gigantikus űrszörnynek nézik, Jerryben rég elveszett vezetőjüket vélik felfedezni. Végül azért Tom és Jerry elássa a csatabárdot, hogy együtt akadályozzák meg a szeretett szülőbolygójuk elleni inváziót.

## Szereplők
| Szereplő           | Eredeti hang  | Magyar hang      |
| ------------------ | ------------- | ---------------- |
| Tom                | Bill Kopp     | saját hangján    |
| Újságíró           | Bill Kopp     | ?                |
| Jerry              | N/A           | N/A              |
| Bristle parancsnok | Brad Garrett  | Kránitz Lajos    |
| Marsbéli őr #3     | Brad Garrett  | Jankovics Sándor |
| Buzz Blister       | Jess Harnell  | Németh Gábor     |
| Tábornok a Marson  | Jess Harnell  | Balázsi Gyula    |
| Munkás #3          | Jess Harnell  | Imre István      |
| Biff Buzzard       | Billy West    | Galbenisz Tomasz |
| Thingg király      | Billy West    | Koroknay Géza    |
| Kertész #2         | Billy West    | Szabó Máté       |
| Dr. Gluckman       | Jeff Bennett  | Versényi László  |
| Marsbéli őr #1     | Jeff Bennett  | Beratin Gábor    |
| Elnök              | Jeff Bennett  | Presits Tamás    |
| Peep               | Kathryn Fiore | Mahó Andrea      |
| Újságírónő         | Kathryn Fiore | Oláh Orsolya     |
| Grob               | Tom Kenny     | Bácskai János    |
| Marsbéli őr #2     | Tom Kenny     | Szűcs Sándor     |
| Kertész #1         | Tom Kenny     | Varga Rókus      |
| Tudós marslakó     | Corey Burton  | Szinovál Gyula   |
| Komputer           | Rob Paulsen   | ?                |
| Marsbéli szolga    | Rob Paulsen   | Jankovics Sándor |
| Munkás #1          | Rob Paulsen   | Presits Tamás    |
| Munkás #2          | Rob Paulsen   | Wohlmuth István  |
| Spike              | Frank Welker  | saját hangján    |

## Televíziós megjelenések
- Cartoon Network, Boomerang
- TV2